# Норт-Дорсет
Норт-Дорсет (англ. North Dorset) — неметрополитенский район (англ. non-metropolitan district) в графстве Дорсет (Англия). Административный центр — город Бландфорд-Форум.

## География
Район расположен в западной части графства Дорсет на юге выходит на побережье пролива Ла-Манш, граничит с графствами Сомерсет и Девон.

## История
Район образован 1 апреля 1974 года в результате объединения боро Бландфорд-Форум, Шефтсбери и сельских районов (англ. Rural district) Бландфорд, Шефтсбери, Стерминстер.

## Состав
В состав района входят 5 городов:
- Бландфорд-Форум
- Гиллингем
- Сталбридж
- Стерминстер-Ньютон
- Шефтсбери

и 69 общин (англ. civil parish).